# Sanatorium Kilchberg

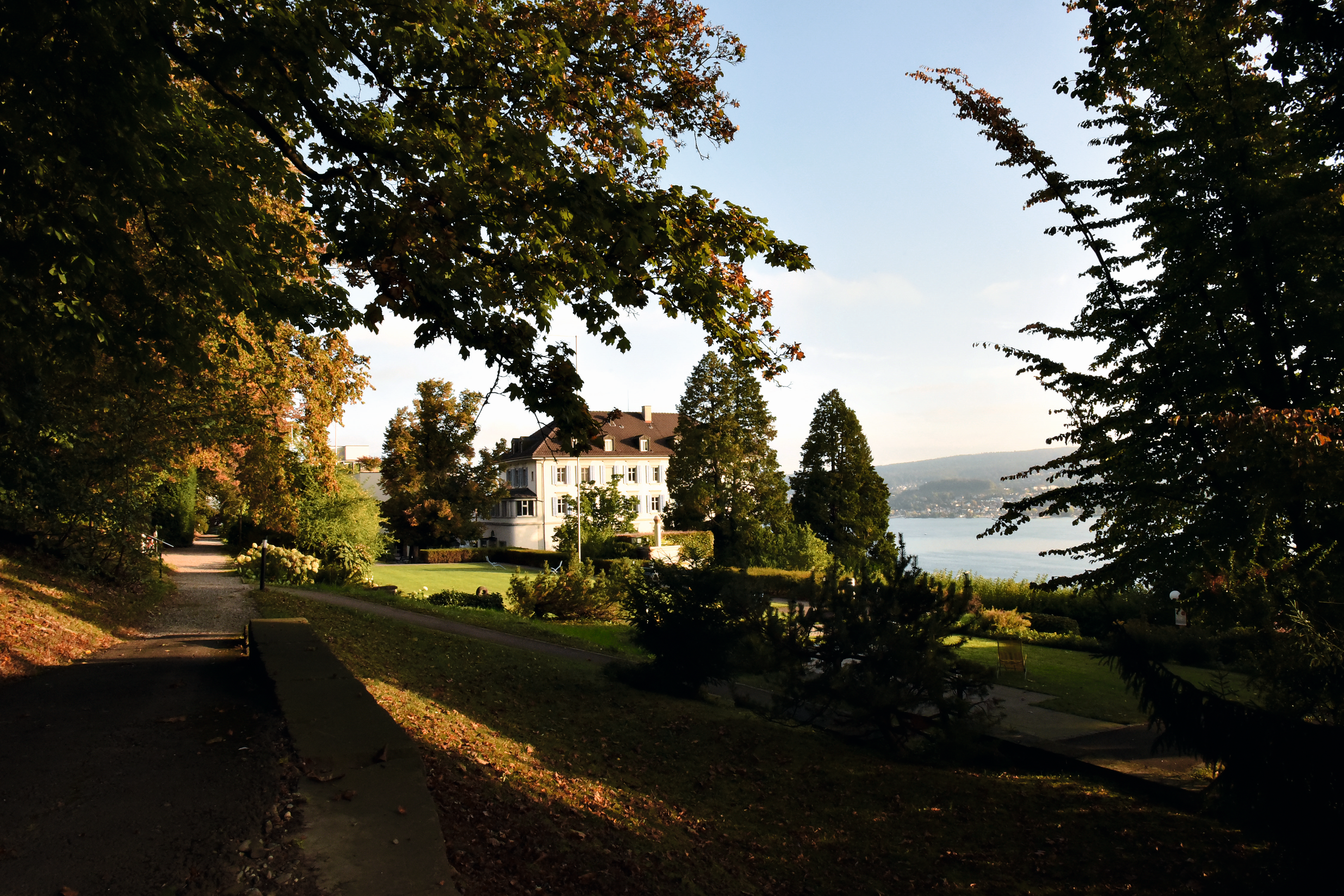
Park und Teilansicht des Sanatoriums Kilchberg, 2017

Das Sanatorium Kilchberg ist eine Privatklinik für Psychiatrie und Psychotherapie in Kilchberg am Zürichsee, etwa sieben Kilometer von der Züricher Innenstadt entfernt. Das Behandlungsspektrum der Klinik umfasst alle psychischen Beschwerden. Die Gründung der Klinik unter dem Namen «Pflegeanstalt Mönchhof» (später «Privat-Heil- und Pflegeanstalt Kilchberg») 1867 stand im Zeichen einer philanthropisch-pietistischen Laienbewegung. 1904 erfolgte die programmatische Umbenennung in «Sanatorium Kilchberg». Damit einher ging eine tiefgreifende Neuausrichtung der Klinik, welche die weitere Entwicklung bis in die Gegenwart prägte. Das Sanatorium Kilchberg ist eine der ältesten privat geführten Kliniken in der Schweiz.

## Lage
Das Sanatorium Kilchberg liegt inmitten der gleichnamigen Gemeinde am Westufer des Zürichsees. Durch seine erhöhte Hanglage bietet es freien Ausblick über den Zürichsee auf das nördlich gelegene Zürich und südlich auf die Glarner Alpen. Die Gemeinde Kilchberg gehört zum Bezirk Horgen im Kanton Zürich.
Die bevorzugte Lage der Klinik wurde schon in der Gründungszeit der Einrichtung herausgestellt. In einem Prospekt der «Privat-Heil- und Pflegeanstalt Kilchberg» aus dem Jahr 1894 heisst es: «Ist man geneigt, auch der Lage einer Anstalt Bedeutung für das Wohlergehen ihrer Insassen zuzugestehen, so dürfen wir uns besonderer Vorzüge rühmen. – An der alten Strasse (…) nach Wollishofen über dem Zürichsee gelegen, ist dem Auge eine unvergleichliche Rundschau auf das vieltürmige Zürich, den See und seine lieblichen Gelände, die schneegekrönten Alpen geboten. (…) Mit dem Vorzuge einer so von der Natur begünstigen Lage verbinden sich alle Vorteile, welche die Nähe einer Metropole, wie Zürich, mit sich bringt, um den Insassen unserer Anstalt den Aufenthalt zu einem angenehmen und zweckdienlichen zu gestalten.» Auch spätere, mit Fotografien oder Aquarellen illustrierte Prospekte heben die besondere Lage des Sanatoriums wiederholt hervor.
Aufgrund ihrer reizvollen landschaftlichen Umgebung zählte die Alte Landstrasse, an der sich die Klinik befindet, laut Gottfried Binder «zu den schönsten [Straßen] der Schweiz». Auch kulturell hat sie einen namhaften Klang: Neben den zahlreichen Künstlern und Schriftstellern, die an der Alten Landstrasse 70 im Sanatorium Kilchberg beherbergt wurden, sind zwei Anwohner besonders erwähnenswert: Conrad Ferdinand Meyer (von ihm erbautes Haus, Alte Landstrasse 170) und Thomas Mann (letzter Wohnsitz) mit seiner Familie (Alte Landstrasse 39).

## Organisation
Seit 1974 ist das Sanatorium Kilchberg eine familiengeführte Aktiengesellschaft. Hauptgesellschafter ist Familie Schneider, die mit Walter Schneider auch den ersten Verwaltungsratspräsidenten stellte (1974–1988). Aus der operativen Führung zog sich die Familie 1990 zurück.
Das Sanatorium Kilchberg verfügt heute über zehn Stationen mit 183 Betten und unterhält zudem zwei Ambulatorien («Ambulantes Zentrum Kilchberg» und «Zentrum für Psychosomatik Zürich City»). Als Listenspital des Kantons Zürich erfüllt es seit 1991 einen staatlichen Versorgungsauftrag, insbesondere bei der psychiatrischen Akutversorgung. Drei Privat- und drei Spezialstationen sind schwerpunktmäßig psychotherapeutisch ausgerichtet.
Schwerpunkte der Behandlung sind stressbedingte und psychosomatische Erkrankungen, Depressionen und Zwangsstörungen. Die Psychotherapie hat eine integrative Ausrichtung mit Fokus auf Kognitiver Verhaltenstherapie. Ergänzend werden Fachtherapien (Körper- und Bewegungstherapie, Physiotherapie, gestaltende Therapien, Musiktherapie), biologische Verfahren (Licht- und Wachtherapie, Esketamin-Behandlung, Transkranielle Magnetstimulation [rTMS], Elektrokonvulsionstherapie [EKT]) sowie Sozialberatung und Ernährungsberatung angeboten.

## Geschichte

### «Heil- und Pflegeanstalt Kilchberg» (1867–1903)
In der ersten Hälfte des 19. Jahrhunderts etablierte sich die Psychiatrie allmählich als eigenständige medizinische Fachrichtung. Parallel dazu entstanden in vielen europäischen Ländern Einrichtungen, in denen psychisch Erkrankte nach neuartigen Methoden behandelt wurden. In der Schweiz verlief die Entwicklung zunächst schleppend. Während zwischen 1800 und 1860 im Gebiet Deutschlands 94 Einrichtungen eröffnet wurden, waren es in der Schweiz lediglich sechs. Zürich hinkte selbst im schweizerischen Vergleich hinterher. 1867 richtete der Kanton im ehemaligen Benediktinerkloster Rheinau eine «Irrenanstalt für Unheilbare» ein, 1870 die städtische «Irrenheilanstalt Burghölzli».

Heil- und Pflegeanstalt Kilchberg um 1900

Neben staatliche Einrichtungen traten in der zweiten Hälfte des 19. Jahrhunderts vermehrt private Heilstätten. Dazu zählte auch die «Pflegeanstalt Mönchhof», die Johannes und Maria Hedinger 1867 in Kilchberg gründeten. Vorbild für die inhaltliche Ausrichtung war das Männedorfer Bibelheim, in dem Johannes Hedinger zuvor tätig gewesen war. 1851 von Dorothea Trudel gegründet und ab 1862 von Samuel Zeller weitergeführt, bestimmten dort familiäre Gemeinschaft, tägliche Bibelstunden und Andachten den Alltag. Den Tagesablauf in der «Pflegeanstalt Mönchhof» gestalteten Johannes und Maria Hedinger in ähnlicher Weise. Für die medizinische Behandlung war ein externer Arzt zuständig. Hedinger setzte bei der Therapie auf Handauflegen, Wasserkuren und vor allem auf persönliche Zuwendung. Er ermöglichte den Patienten viel Bewegung im Freien und beschäftigte sie im anstaltseigenen Landwirtschaftsbetrieb – eine Vorform der im 20. Jahrhundert von Hermann Simon begründeten Arbeitstherapie. Um die wachsende Zahl an Patienten versorgen zu können, errichtete das Ehepaar Hedinger zwischen 1887 und 1890 ein neues Hauptgebäude, ein Wärterheim und einen weiteren Anbau. Zu dieser Zeit war die inzwischen in «Privat-Heil- und Pflegeanstalt Kilchberg» umbenannte Einrichtung die grösste privat geführte psychiatrische Institution im Kanton.

#### Aufklärung von Missständen

Fritz Brupbacher, 1898
Zwei Jahre lang wirkte Brupbacher im Sanatorium Kilchberg, ehe er eine eigene Praxis gründete und sich als Publizist und sozialistisch-anarchistischer Politiker einen Namen machte. Schon während seiner Zeit im Sanatorium Kilchberg gründete er die anarchistische Zeitschrift Junge Schweiz, von der bis 1900 insgesamt vier Nummern erschienen.

Johannes Hedinger junior setzte die Arbeit seiner Eltern ab 1895 zunächst in alleiniger Verantwortung fort. Einen eigenen «Anstaltsarzt» gab es ab 1897.
Inzwischen hatten sich die Rahmenbedingungen vollständig geändert: Nachdem der kantonale Regierungsrat 1886 eine stärkere staatliche Kontrolle privater Einrichtungen angeordnet hatte, führte die Sanitätsdirektion ab 1890 vierteljährliche Routine-Inspektionen ein. Der zuständige Bezirksarzt rügte in den folgenden Jahren wiederholt Missstände in der Pflegeanstalt Kilchberg (und anderer Einrichtungen). Die Kritik galt nicht nur der Verpflegung und Betreuung der Patienten, sondern auch den Arbeitsbedingungen des Wärterpersonals. Johannes Hedinger setzte sich gegen die Vorwürfe zur Wehr. Im Jahresbericht pro 1899 hielt er fest: «Wo so oft die Thore staatlicher Anstalten in Folge Überfüllung oder anderer Ursachen vielen Hilfesuchenden verschlossen blieben, da hat hiesige Anstalt sich nach Kräften hilfsbereit erwiesen und die Thüre auch den Ärmsten geöffnet.»
Im Berichtsjahr 1899 betreute die Pflegeanstalt Kilchberg 185 Männer und 171 Frauen aus der Schweiz sowie aus dem nahen und fernen Ausland. Als im Frühjahr 1900 ein Teil des Wartpersonals wegen unzureichender Arbeitsbedingungen in den Streik trat, geriet die Pflegeanstalt noch stärker unter Druck. In die Auseinandersetzung war auch der später als Arbeiterarzt, Publizist und Sozialist berühmte Fritz Brupbacher verwickelt, der zwischen 1899 und 1901 als Arzt und später als Ärztlicher Leiter in Kilchberg wirkte. Brupbacher lancierte einen Artikel in der sozialistischen Zeitung Volksrecht, in dem er Johannes Hedinger scharf angriff. Auch nach dem Ende des Streiks und der Entlassung Brupbachers blieben die Pflegeanstalt Kilchberg und ihr Leiter öffentlich umstritten. 1903 zog sich Johannes Hedinger zurück und verkaufte die Anstalt.

#### Von der Pflegeanstalt zum Sanatorium (1904–1913)
Mit der Übernahme durch die Gesellschaft «U. Rutishauser & Cie.» am 1. März 1904 vollzog die Klinik eine tiefgreifende Neuausrichtung, die sich unmittelbar in der Umbenennung in «Sanatorium Kilchberg» niederschlug. Für das veränderte therapeutische Konzept zeichnete zunächst Max Kesselring verantwortlich, bereits seit 1903 ärztlicher Leiter in Kilchberg. Kesselring war ein international erfahrener Psychiater in der Tradition der Reformbewegung, die auf John Conolly (1794–1866) zurückging und den Verzicht auf Zwangsmassnahmen in der Psychiatrie forderte. Als zukunftsweisend und bis heute prägend erwies sich aber die Orientierung an der Leitidee des Sanatoriums, das – zumal in der Schweiz – bis dahin eher Lungen- und Höhenheilstätten vorbehalten war.
1906 veräusserte «U. Rutishauser & Cie.» das Sanatorium an eine Genossenschaft, die bis 1913 Eigentümerin blieb und den einmal eingeschlagenen Kurs unter der ärztlichen Leitung von W. Buser fortsetzte: Physio- und Hydrotherapie gewannen zunehmend an Bedeutung, die Psychoanalyse wurde als Therapieverfahren im stationären Kontext etabliert. 1913 trat Buser der noch jungen «Internationalen psychoanalytischen Vereinigung» bei.

Hans Huber

Emil Huber

### Ära Huber (1913–1946)

#### Auf- und Ausbau des Sanatoriums
1913 erwarb der Jurist Emil Huber das Sanatorium Kilchberg, zuvor Rechtsberater und Präsident der Genossenschaft. Das Amt des Ärztlichen Direktors übernahm sein Bruder Hans Huber. Emil und Hans Huber vollendeten die 1904 begonnene Neuausrichtung. Dabei standen sie in regem Austausch mit dem Universitätsspital Burghölzli, das auch regelmässig Patienten nach Kilchberg überwies. Das Therapieangebot im Sanatorium wurde um neuartige Behandlungsmethoden ergänzt: Schlaf- und Fieberkuren, später die Insulin- und Elektrokrampftherapie. In den 1920er und 1930 Jahren widmete sich das Haus «hauptsächlich der Heilung leichterer Psychosen, Nerven- und Gemütserkrankungen, Geistesschwäche und Altersschwachsinn wie auch Erschöpfungszustände, Alkoholismus, Morphinismus, Epilepsie, chronischer inneren Krankheiten nicht infektiöser Natur».
Die unternehmerische Basis erweiterte Emil Huber, indem er 1928 den landwirtschaftlichen Betrieb des Sanatoriums in das Kilchberger «Stockengut» verlagerte. Es entwickelte sich zu einem der grössten Gutsbetriebe im Kanton Zürich. In den schwierigen Jahren des Zweiten Weltkriegs ermöglichte es dem Sanatorium, sich selbst zu versorgen.

#### Dada, «du» und Schwinget
Der prägende Einfluss von Emil und Hans Huber auf das Sanatorium Kilchberg beschränkte sich nicht auf ihre Funktion als Verwaltungsleiter und Ärztlicher Direktor. Beide nahmen an Politik, Kultur und gesellschaftlichem Leben regen Anteil. Hans Huber war ein ausgewiesener Kenner der zeitgenössischen deutschsprachigen Literatur. Mit Künstlern des Dadaismus und Expressionismus, die sich gegen Ende des Ersten Weltkriegs in Zürich aufhielten, war er freundschaftlich verbunden. Er setzte sich intensiv mit philosophischen und religiösen Fragen auseinander, war aber auch dem volkstümlichen Brauchtum zugetan und verkehrte in Jodler- und Schwingerkreisen.
Emil Huber rief 1927 das Kilchberger Schwinget ins Leben, eine der traditionsreichsten Veranstaltungen im Bereich des Schweizer Schwingersports. Der erste Wettkampf wurde im Park des Sanatoriums ausgetragen. 1933 verlagerte Huber das Schwinget auf das Gelände des «Stockenguts», wo es noch heute alle sechs Jahre stattfindet. Bedeutsam war auch Emil Hubers verlegerische Tätigkeit: 1909 gründete er gemeinsam mit Verena Conzett-Knecht den Verlag «Conzett & Huber», aus dem die Züricher Illustrierte und in späterer Zeit das Kulturmagazin du hervorgingen. 1938 starb Emil Huber. Im Namen der Erbengemeinschaft führte Hans Huber die Klinik bis 1946 weiter.

### Unter Führung der Familie Schneider (ab 1947)

#### Übernahme und Umgestaltung

Helly und Walter Schneider-Burger

Zum 1. Februar 1947 wurden Helly Schneider-Burger und Walter Schneider neue Eigentümer des Sanatoriums Kilchberg. Das Ehepaar hatte zuvor die Privatklinik «Schlössli Oetwil» geleitet.
Zum Zeitpunkt der Übergabe waren im Sanatorium Kilchberg 146 von 165 Betten belegt. Das Personal bestand aus 2 Ärzten, 12 Schwestern, 9 Pflegern sowie weiteren 25 Beschäftigten, die als Handwerker, Gärtner oder in der Verwaltung arbeiteten.
Unter Walter und Helly Schneider-Burger vollzog das Sanatorium Kilchberg einen behutsamen Wandel. Die beginnende wirtschaftliche Hochkonjunktur ab Mitte der 1950er Jahre nutzten sie zu einer Vergrösserung der Klinik. Zwischen 1960 und 1974 erweiterten sie in zwei Bauetappen das Sanatorium um mehrere Gebäude.
Die Verantwortung als Ärztlicher Direktor hatte zwischen 1949 und 1969 Urs Martin Strub inne, der sich neben seiner beruflichen Tätigkeit als Psychiater auch einen Namen als Lyriker machte. In seine Amtszeit fiel eine entscheidende Zäsur der Psychiatriegeschichte: Die Einführung von Psychopharmaka ab dem Jahr 1952. «Der Mensch, der heute psychiatrische Hilfe braucht, hat unvergleichlich bessere Therapie-Chancen als der Patient vor 30 Jahren», verkündete ein Prospekt des Sanatoriums aus dem Jahr 1960.
Auch unter Strub blieben die Beschäftigungs- und Physiotherapie, ergänzt um Kunsttherapie, tragende Säulen des therapeutischen Konzepts. Zusätzlich führte Strub die von Viktor E. Frankl begründete Logotherapie ein. Neu eingerichtet wurde ausserdem eine gerontopsychiatrische Abteilung.

#### Stetiger Wandel
Nach dem Abschied von Strub und dem Rückzug von Walter Schneider, der 1974 in das Amt des Verwaltungsratspräsidenten der neu geschaffenen «Sanatorium Kilchberg AG» wechselte, erlebte das Sanatorium wechselvolle Jahre. Jürg Schneider folgte auf seinen Vater als Verwaltungsleiter. Als Ärztliche Direktoren lösten Emil Pinter (1970–1975), Lea Prasek (1975–1981), Kaspar Wolfensberger (1981–1983), Hans Kayser (1983–1986) und Ralf Krek (1986 bis 1992) mit jeweils anderen Schwerpunkten einander ab. Meilensteine waren die Eröffnung einer Psychotherapie-Station und die Verankerung von Gruppentherapien.
Neben internen bedingten auch externe Faktoren den Wandel: Ab den 1970er Jahren erhielt neben depressiven und schizophrenen Erkrankungen die Drogensucht wachsende Bedeutung. Dazu verkürzte sich durch den Einsatz von Psychopharmaka die Verweildauer der Patienten. 1982 sank sie erstmals auf einen Durchschnitt von unter einhundert Tagen. Steigende Kosten angesichts neuer Herausforderungen und sinkende Erlöse beeinträchtigten die wirtschaftliche Lage des Sanatoriums.
1988 verliess Walter Schneider den Verwaltungsrat. 1990 trat Jürg Schneider als Verwaltungsleiter zurück. Auf ihn folgte Halwart Kahnert. Damit schied die Familie Schneider nach über vierzig Jahren aus der operativen Geschäftsführung aus. Die «Sanatorium Kilchberg AG» ist dagegen bis heute im Familienbesitz.

#### Regionale Versorgungsklinik
Seit dem 1. April 1991 ist das Sanatorium Kilchberg als «regionale Versorgungsklinik» in das kantonale Versorgungssystem eingebunden, zuständig für den Bezirk Horgen sowie seit dem 1. Januar 1993 für den Bezirk Affoltern und den Zürcher Stadtkreis 2. Neuer Ärztlicher Direktor wurde 1992 Waldemar Greil. Unter ihm vollzog das Sanatorium den Wandel zu einem «psychiatrischen Akutspital», das «für Patienten aus dem gesamten Spektrum psychischer Erkrankungen Behandlungsmöglichkeiten» anbot. Die Zahl der jährlichen Aufnahmen verdoppelte sich in den 1990er Jahren auf über 1.000. Greil richtete die Klinik während seiner Amtszeit an einer evidenzbasierten Psychotherapie mit kognitiv-verhaltenstherapeutischem Zuschnitt aus.
1993 wurde das erste Ambulatorium eröffnet. Ein zweites auf dem Areal des See-Spitals in Horgen folgte 2006. Als Beratungsstelle für Drogenabhängige nahm 1994 das «Drop-In» in Thalwil seine Tätigkeit auf. Ein neues Patientenhaus für die Akutversorgung wurde 2007 auf dem Gelände des Sanatoriums eröffnet. 2007 übergab Greil die ärztliche Leitung an Erich Seifritz, auf den zwei Jahre später René Bridler folgte. Bereits ein Jahr zuvor löste Peter Hösly als Verwaltungsdirektor Halwart Kahnert ab. Präsident des Verwaltungsrats ist seit 1996 Walter Bosshard.
Für die umsichtige medikamentöse Behandlung wurde die Klinik im Oktober 2009 vom «Deutschen Institut für Arzneimittelsicherheit in der Psychiatrie» (AMSP e. V.) ausgezeichnet.
2010 nahm das Sanatorium «Recovery» in seine Zielsetzung auf. Anfang der 1990er Jahre in den USA entstanden, engagiert sich die «Recovery»-Bewegung für eine verbesserte Lebensqualität psychisch erkrankter Menschen durch mehr Selbstbestimmung und einer grösseren Teilhabe am beruflichen, gesellschaftlichen und kulturellen Leben.
Neben solchen Reformbestrebungen erweiterte das Sanatorium Kilchberg in der jüngsten Vergangenheit zudem sein Behandlungsangebot: 2012 wurde das Therapiekonzept «Symbalance» zur Behandlung von Burnout und Erschöpfungsdepressionen von einem Spezialistenteam der Klinik entwickelt, anschliessend in einem Fachmagazin publiziert und empirisch evaluiert. 2013 eröffnete das «Zentrum für stressbedingte Erkrankungen», zu dem eine Privatstation und eine Station für allgemeinversicherte Patienten gehört. 2018 wurde das Angebot um ein spezialisiertes Therapieprogramm für stressbedingte Schmerzstörungen erweitert, das von Ulrich Egle entwickelt wurde. Seit Herbst 2015 bietet das «Zentrum für Psychosomatik Zürich City» als ambulanter Ableger des Sanatoriums in der Stadt Zürich eine interdisziplinäre Behandlung für Menschen mit psychischen Beschwerden an.

## Baugeschichte

### Gründungsbau
Der Gründungsbau des späteren Sanatoriums ist ein Doppelbauernhof aus dem späten 16. oder frühen 17. Jahrhundert, zu dem auch ein Sodbrunnen gehört, der Pilgern nach Einsiedeln die Möglichkeit zu Rast und Erfrischung bot. 1867 richteten Johannes und Maria Hedinger dort die «Pflegeanstalt Mönchhof» ein. Kilchberg entwickelte sich erst in dieser Zeit zu einem Vorort Zürichs. Zuvor war es eine Streusiedlung gewesen.
Hedinger vereinheitlichte die beiden Teile des Doppelbauernhofes durch ein neues Satteldach, ein zentrales Treppenhaus und eine gleichmässige Befensterung. Zwischen 1887 und 1890 liess er ein neues Hauptgebäude errichten (heute Haus A). Im darauffolgenden Jahrzehnt kamen ein Wartheim, ein Mittelbau und ein Werkstattgebäude hinzu.
Der Gründungsbau und das große Hauptgebäude sind bis heute – mit einigen baulichen Veränderungen – erhalten. Der Sodbrunnen wurde in den 1970er Jahren von der Gemeinde Kilchberg instand gesetzt und ist als ein besonders erhaltungswürdiges Baudenkmal seit 2017 wieder zu besichtigen.

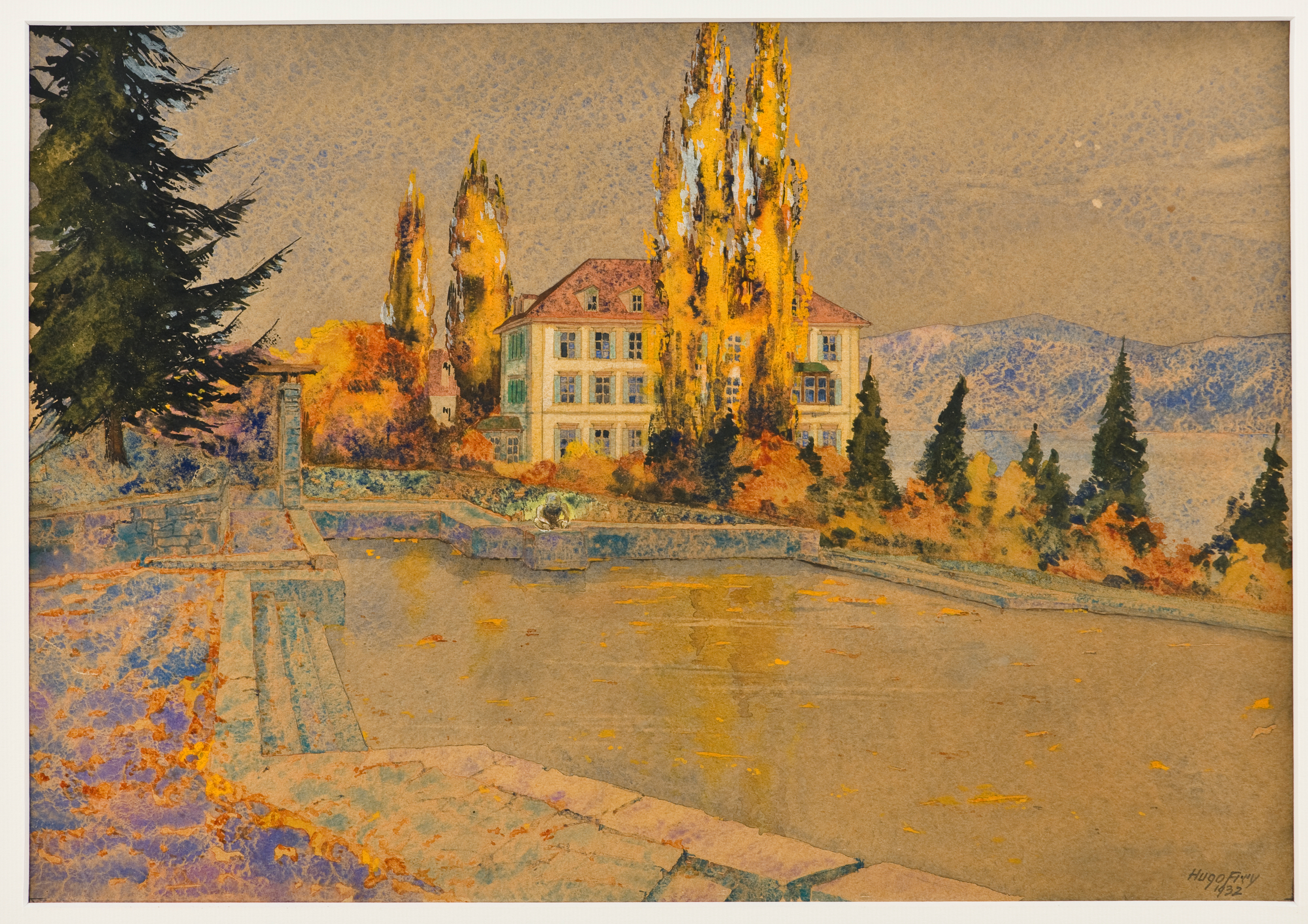
Terrasse und Hauptgebäude des Sanatoriums Kilchberg (Aquarell von Hugo Frey, ca. 1930)

### Neugestaltung des Parks durch Gustav Ammann
Unter Emil und Hans Huber öffnete sich das Sanatorium nach 1913 zunehmend für «Erholungsbedürftige». Damit einher gingen zahlreiche bauliche Veränderungen. Im Mittelpunkt stand die Neugestaltung des Parks in den Jahren 1931 und 1932. Emil Huber beauftragte mit der Planung den renommierten Schweizer Landschaftsarchitekten, Gustav Ammann (1885–1955). Die Ausführung der Entwürfe oblag Kilchberger Unternehmen. Neben der Verdoppelung der Gartenterrasse nach Süden sowie dem Bau von Badehäusern und einem Schwimmbecken sah Ammann die Errichtung eines Gartenpavillons vor. In seiner endgültigen Gestalt zeichnete für den Pavillon der Kilchberger Maler und Innenarchitekt Hugo Frey (1878–1939) verantwortlich. Von ihm stammt auch das noch heute erhaltene Deckenfresko aus dem Jahr 1933.
Nach der Neugestaltung des Parks war die Klinikerweiterung unter Helly und Walter Schneider-Burger die nächste bedeutsame Etappe in der Baugeschichte des Sanatoriums. Federführend war der Architekt Rolf Hässig aus Meilen. Zwischen 1961 und 1974 entstanden drei Gebäude. Für die beiden neuen Patientenhäuser (Haus E und Haus F), die bereits 1961 und 1962 bezogen werden konnten, entschied sich die Klinikleitung für kleinere Pflegeeinheiten, um den Eindruck eines Massenbetriebs zu vermeiden. Am 11. September 1974 wurde der neue Zentralbau (Haus B) eingeweiht, in dem neben dem Empfang und der Verwaltung vier Patientenstationen, medizinische Einrichtungen, Therapieräume sowie Apotheke, Wäscherei und eine Cafeteria angesiedelt wurden.
2007 und 2008 wurden ein weiteres Patientenhaus (Haus D) und das Körpertherapie-Zentrum (Haus H) errichtet. Für Planung und Durchführung der Baumaßnahmen war das Unternehmen Fink Architekten aus Schwyz verantwortlich.

## Sanatorium Kilchberg als Refugium
Die Amtszeit von Hans Huber als Ärztlichem Direktor des Sanatoriums Kilchberg fiel in eine Epoche, in der Europa  Kriege, Revolutionen und Bürgerkriege, staatlicher Terror, politische Verfolgung und Völkermord ausgeführt wurde. Millionen von Menschen flohen aus ihrer Heimat. Viele Emigranten suchten Zuflucht in der Schweiz, das bereits in früherer Zeit Verfolgten Asyl gewährt hatte.
Während des Ersten Weltkriegs löste der Flüchtlingsstrom heftige politische Kontroversen in der Schweiz aus. 1917 wurde die Eidgenössische Fremdenpolizei unter Heinrich Rothmund gegründet. Ziel der neuen, dem Justizministerium unterstellten Behörde war es, den «Zuzug von Fremden» zu erschweren. Gegen die Politik der «Abwehr» stand das Engagement vieler Schweizer, die sich für die Belange der Flüchtlinge einsetzten. Zu ihnen zählte auch Hans Huber. Durch ihn wurde das Sanatorium Kilchberg im Zeitalter der Weltkriege für viele Verfolgte zu einem Zufluchtsort.

### Hans Huber und die Dadaisten
In der zweiten Hälfte des Ersten Weltkriegs waren es vor allem Künstler und Schriftsteller, denen Hans Huber seine Hilfe anbot – indem er ihnen fingierte Atteste ausstellte. In Zürcher Künstler-Cafés lernte er die Dadaisten um Hugo Ball und Hans Arp kennen. Beide waren nach Zürich übergesiedelt, um nicht an einem Krieg teilnehmen zu müssen, den sie für menschenverachtend und sinnlos hielten. Als Arp in das deutsche Generalkonsulat einbestellt wurde, um sich auf seine Kriegsdiensttauglichkeit untersuchen zu lassen, begleitete Hans Huber ihn als «Freund und Beschützer». Arp wurde freigestellt – weil sein «geistiger Zustand» den Konsularärzten zweifelhaft erschien und Arp sie zu gern in diesem Glauben bestätigte.

### Albert Ehrenstein und Eduard Claudius

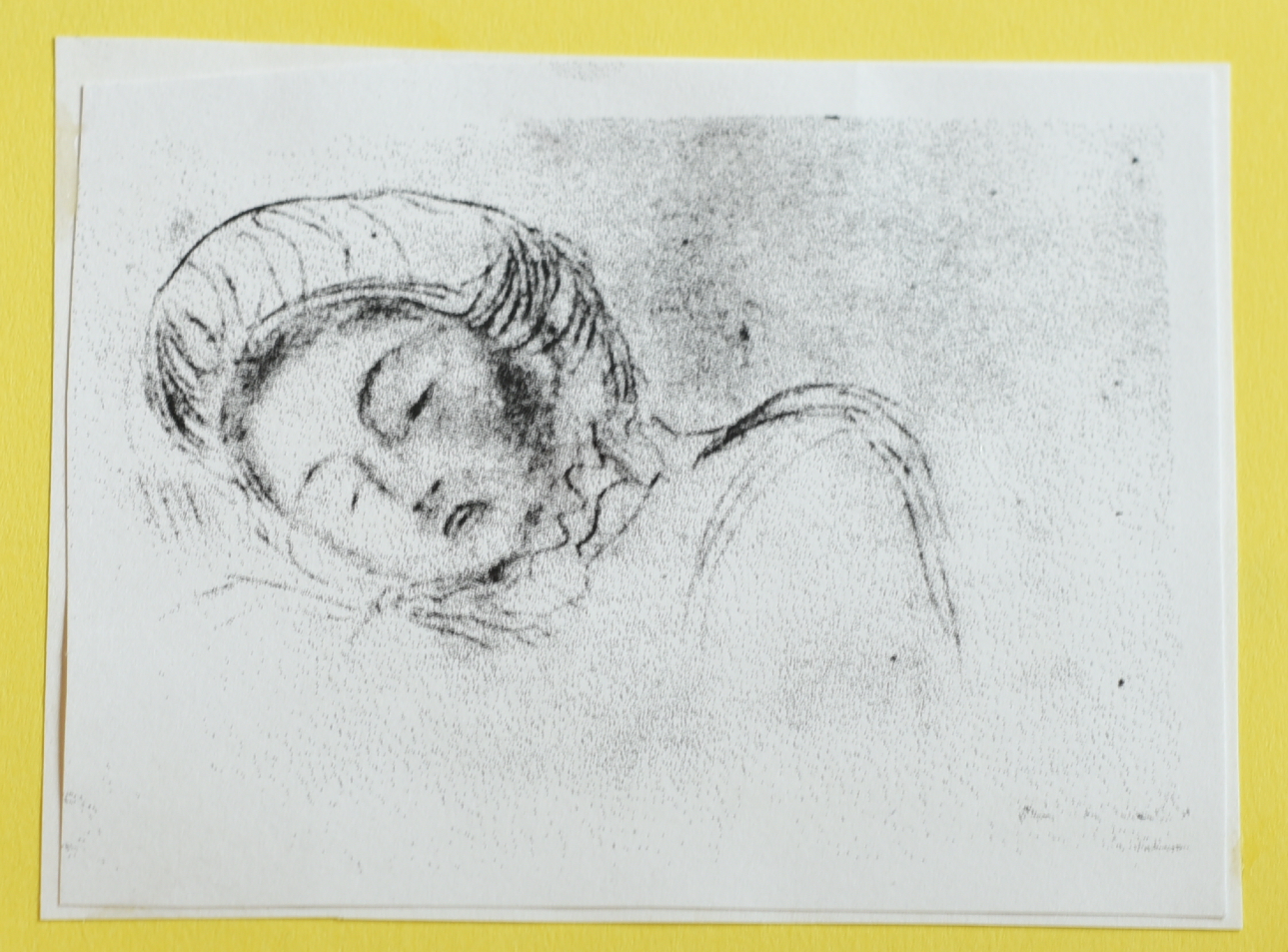
Elisabeth Bergner in einer Zeichnung von Wilhelm Lehmbruck aus dem Jahr 1918

Von besonderer Art war Hubers Beziehung zu Albert Ehrenstein. Der seit 1910 bekannte und für seine Erzählung Tubutsch (1911) gefeierte expressionistische Dichter kam Ende 1916 erstmals nach Zürich. Dort tauchte er in die bewegte Literaturszene ein und scharte um sich einen Kreis, zu dem neben Dichtern und Literaten auch die Schauspielerin Elisabeth Bergner und der Bildhauer Wilhelm Lehmbruck gehörten.
Als der Zürcher Psychiater Charlot Strasser im Mai 1917 bei Ehrenstein «Hebephrenie» diagnostizierte, begab dieser sich ins Sanatorium Kilchberg. Dort hielt er sich vier Monate auf. Das Sanatorium diente seinen Freunden und ihm in dieser Zeit «als eine Art Künstlertreff, wo man sich vom aufreibenden Nachtleben, vom Morphium, Kavaliersdelikten und sonstigen Modekrankheiten oder Zeiterscheinungen zu erholen pflegte».
Zwischen April und August 1918 zog sich Elisabeth Bergner in das Sanatorium zurück, spielte aber weiterhin am Zürcher Stadttheater. Auf ihre letzte grosse Rolle, die Antigone in der gleichnamigen Tragödie von Sophokles, bereitete sie sich im Sanatorium vor. Von Zürich aus begab sie sich im Spätsommer 1918 in Begleitung Ehrensteins für kurze Zeit nach Berlin. Wilhelm Lehmbruck, der unglücklich verheiratet war und in Bergner «die Erlöserin aus seiner privaten Lebenshölle» sah, reiste ihr nach. Als Elisabeth Bergner im März 1919 nach Wien aufbrach, stürzte sie Lehmbruck in tiefste Verzweiflung. und nahm sich das Leben.
Albert Ehrenstein führte während der 1920er Jahre ein Wanderleben mit Stationen in Europa, Afrika, dem Nahen Osten und China. Als sich Ende 1932 die politische Situation in Deutschland verdüsterte, siedelte er erneut in die Schweiz über. Seine Lage als Emigrant war dabei überaus prekär. Die Schweizer Asylpolitik verfolgte nach den Wirtschaftskrisen der 1920er Jahre den «Schutz des heimischen Arbeitsmarktes» als eines ihrer wichtigsten Ziele. Ab 1931 war eine Arbeitsbewilligung erforderlich. 1936 wurde Ehrenstein aus dem Kanton Zürich ausgewiesen, weil er keine solche vorweisen konnte. Er siedelte nach Brissago ins Tessin über, wo ihm die Behörden eine befristete Aufenthaltserlaubnis gewährten.
Als nach dem «Anschluss Österreichs» an das Deutsche Reich im März 1938 Ehrensteins österreichischer Pass seine Gültigkeit verlor, sah er sich erneut von der Abschiebung bedroht. Er wandte sich an Hermann Hesse, seit 1924 Schweizer Staatsbürger und im Tessin zu Hause. (Hermann Hesses erste Ehefrau, Mia Hesse-Bernoulli, hatte sich 1919 und 1920 als Patientin ebenfalls im Sanatorium Kilchberg aufgehalten.) Hesse appellierte an die Fremdenpolizei: «So sehr ich begreife, dass es zu den Funktionen der Fremdenpolizei gehört, die Schweiz vor Überfremdung zu schützen, so unbegreiflich ist mir die oft brutale Härte, mit der (…) gegen Persönlichkeiten vorgegangen wird, die in Kunst und Wissenschaft ihren Namen haben. (…) Herr Ehrenstein (…) betreibt zur Zeit seine Aufnahme in die czechoslowakische Staatsangehörigkeit, die Formalitäten werden jedoch noch einige Zeit erfordern. Ich möchte die Bitte, ihn mindestens solange in der Schweiz verweilen zu lassen, auf das Herzlichste unterstützen.» Bis zum Herbst 1939 blieb Ehrenstein in der Schweiz. Zu Hans Huber, weiterhin Ärztlicher Leiter des Sanatorium Kilchberg, unterhielt er über die Jahre einen freundschaftlichen Kontakt. Als Ehrenstein im September 1939 seine Unterkunft in Brissago liquidierte, erlaubte Huber ihm, seine Habseligkeiten im Sanatorium unterzustellen.
Hubers Engagement für Emigranten ging noch weiter: Im Sommer 1939 hatte sich ein alter Bekannter bei Ehrenstein gemeldet, Eduard Claudius. Als bekennender Kommunist war dieser nach der Machtübernahme der Nationalsozialisten in die Schweiz emigriert, hatte zwischen 1936 und 1939 am Spanischen Bürgerkrieg teilgenommen und war nun zurückgekehrt. Ehrenstein vermittelte Claudius Kontakt zu Hans Huber, der sich bereit erklärte, Claudius im Sanatorium Unterkunft zu gewähren – unter strenger Geheimhaltung. Von Ehrenstein im «Verrücktspielen» unterrichtet, hielt sich Claudius für einige Zeit als «Patient» im Sanatorium auf, ehe er von der Fremdenpolizei verhaftet wurde. (Wie diese auf ihn aufmerksam wurde, ist unklar.) Er wurde zu drei Wochen Haft verurteilt und verbrachte anschliessend die Zeit bis zum Ende des Zweiten Weltkriegs in einem Schweizer Arbeitslager.
Ehrenstein hielt sich 1940 mit finanzieller Unterstützung der jüdischen Gemeinde noch einmal für kurze Zeit im Sanatorium auf, ehe er die Schweiz endgültig verliess. Am 31. März 1941 erhielt er ein Einreisevisum für die USA. Er starb am 8. April 1950 in New York.

### Jüdische Emigranten
Mit Beginn der NS-Diktatur wurden in der Schweiz Hilfsorganisationen tätig, die sich gegen die Politik der «Abwehr» wendeten und für eine humane Flüchtlingspolitik eintraten. 1936 schlossen sie sich zur «Zentralstelle für Flüchtlingshilfe» zusammen. Besondere Bedeutung kam dem «Schweizerischen Israelitischen Gemeindebund» (SIG) zu, der jüdischen Flüchtlingen Obdach und Verpflegung anbot. Da jüdische Flüchtlinge aber gemäß der damaligen eidgenössischen Rechtspraxis keinen Anspruch auf politisches Asyl genossen, kam die Schweiz in den weit überwiegenden Fällen nur als Durchgangsstation in Betracht.
Hans Huber, dessen Frau Katja Jüdin war, gewährte jüdischen Emigranten im Sanatorium Kilchberg Zuflucht. 1938 nahm das Sanatorium bei insgesamt 47 privat finanzierten Neuaufnahmen 13 Personen mit jüdischer Religionszugehörigkeit auf. 1939 waren es 19 Personen und damit 37 Prozent der privaten Neuaufnahmen (insgesamt 51). 1940, als die Einreise in die Schweiz – legal oder illegal – kriegsbedingt einer noch stärkeren Beschränkung unterlag, sank die Zahl jüdischer Patienten im Sanatorium auf 5. 1941 verzeichneten die Aufnahmebücher nur noch einen jüdischen Emigranten. Dabei handelte es sich um Hanno Zeiz, der sich zuvor als junger Mann in Berlin und Wien am kommunistischen Widerstand beteiligt hatte. In Zürich nahm er nach 1939 Kontakt zu Hans Hollitscher auf und unterstützte von der Schweiz aus den österreichischen Widerstand. Vom 28. April bis zum 12. Juli 1941 hielt sich Zeiz im Sanatorium Kilchberg auf. Nachdem die Schweizer Polizei den Widerstandsaktivitäten des Kreises um Hollitscher auf die Spur gekommen war, wurde Zeiz Anfang 1944 verhaftet und interniert. Seine Tätigkeit im Untergrund setzte er auch im Lager fort und arbeitete als Verbindungsoffizier mit dem amerikanischen Office of Strategic Services (OSS) zusammen. Im Dezember 1944 floh Zeiz nach Frankreich. Nach dem Krieg nahm er den Namen Thomas Sessler an und gründete einen erfolgreichen Verlag für Theaterautoren. Über seine Erfahrungen berichtete er 1977 anlässlich eines Symposiums über die Schweiz als Exilland: «Ich glaube heute, dass alle, die damals die Schweiz als Asylland suchten, falsche Vorstellungen von diesem Land und seinen Möglichkeiten hatten. (…) Man verband die Hoffnung, Asyl zu finden, mit der so oft und viel strapazierten Humanität, der sich die Schweiz besonders befleissigt ein Hort sein zu wollen.»

### Friedrich Wilhelm Foerster
Fast zwanzig Jahre nach Kriegsende zog Friedrich Wilhelm Foerster in das Sanatorium Kilchberg ein. Als Pädagoge, Philosoph und politischer Schriftsteller von der politischen Rechten Deutschlands in der ersten Hälfte des 20. Jahrhunderts verfemt und ab 1939 von der Gestapo verfolgt, war er 1940 über Frankreich und die Schweiz in die USA emigriert. Von dort kehrte er Ende Mai 1963 zurück. Fast 94 Jahre alt und vom Verlust seiner Ehefrau schwer getroffen, fand er im Sanatorium Kilchberg Aufnahme. Foerster erholte sich wieder, erfreute sich am Park des Sanatoriums mit seinem Panorama von Zürich über den Zürichsee bis hin zu den Alpen. Er starb am 9. Januar 1966 und wurde unter grosser Anteilnahme der Bevölkerung auf dem Kilchberger Friedhof bestattet. Sein Grab ist dort noch heute zu finden.

### John Irving und das Sanatorium Kilchberg
Einen späten Nachhall auf die Geschichte des Sanatoriums als Zufluchtsort bietet das Finale von John Irvings Bestseller Bis ich dich finde (Originaltitel: Until I find you). Der Autor erzählt darin die weltumspannende Geschichte des Schauspielers Jack Burns, der sich auf die Suche nach seinem (ihm unbekannten) Vater begibt. Er findet ihn schliesslich als Langzeitpatienten in einer psychiatrischen Klinik. Auf Vermittlung seines Schweizer Verlags entschied sich Irving für das Sanatorium Kilchberg als Ort der Vater-Sohn-Begegnung. Im Spätsommer 2003 besuchte er die Klinik und diskutierte mit fünf Ärzten, darunter dem Ärztlichen Leiter, Waldemar Greil. Literarisch gebrochen, finden sich Porträts der fünf Ärzte im Roman wieder. (Greil ist bereits früher Vorbild für eine literarische Figur gewesen – in Rainald Goetz’ Roman Irre aus dem Jahr 1983 ist er als Dr. Waldemar Bögl verewigt.) John Irving wusste die Klinik und seine landschaftliche Umgebung zu schätzen – und gab das so zu Protokoll: «Als ich zum ersten Mal in Kilchberg war, habe ich zu meiner Frau nur gesagt: falls ich irgendwann einmal ausklinken sollte und eingewiesen werden muss, bring mich bitte hierher.»